# Chlenias macrochorda
Chlenias macrochorda là một loài bướm đêm trong họ Geometridae.